# Hexazaleptus
Hexazaleptus is een geslacht van hooiwagens uit de familie Sclerosomatidae.
De wetenschappelijke naam Hexazaleptus is voor het eerst geldig gepubliceerd door Suzuki in 1966. 

## Soorten
Hexazaleptus is monotypisch en omvat slechts de volgende soort:
- Hexazaleptus junbesi